# Marihuana (1936)
Marihuana ist ein Anti-Cannabis-Exploitationfilm aus dem Jahr 1936.

## Handlung
Das charakterlich wenig gefestigte Mädchen Burma wird auf eine Party eingeladen, auf der es neben alkoholischen Getränken auch Marihuana feilgeboten bekommt. Nach dem Konsum verlieren die Teenager sofort alle Hemmungen und fühlen sich zum Nacktbaden genötigt, im Zuge dessen wird Burma von ihrem Freund geschwängert, während eines der Mädchen, von der Teufelsdroge um seine Sinne gebracht, ertrinkt.
Die Jugendlichen wollen sich den Konsequenzen des Zwischenfalls nicht stellen und nehmen sich vor, alles Wissen um den Tod des Mädchens zu leugnen. Als Burma ihrem Freund ihre Schwangerschaft offenbart, nötigt dieser sie, ihn zu heiraten. 
Da Marihuana seinen Sinn für Verantwortung zersetzt hat, entscheidet sich Burmas Freund, seine Freundin durch kriminelle Machenschaften finanziell zu unterstützen. Er kontaktiert die Erzverbrecher, die die Drogenparty organisiert haben, und bietet sich ihnen für das Entladen von Marihuana-Lieferungen an. Für dieses Verbrechen muss er schon bald bezahlen, als er im Kugelhagel der Polizei stirbt, die die Stadt mutig gegen Rauschgift verteidigt.
Burma sieht sich nach dem Tod ihres Freundes genötigt, ihr Kind zur Adoption freizugeben und selbst mit Marihuana zu handeln. Die Einstiegsdroge Marihuana lässt ihr keine andere Wahl, als sich alsbald auch Heroin intravenös zuzuführen. Da Burma sich so vollständig von allen moralischen Fesseln gelöst hat, entführt sie die adoptierte Tochter ihrer Schwester und muss dann zu ihrem Schrecken feststellen, dass es sich dabei um ihre eigene Tochter handelt.

## Hintergründe
Marihuana ist in den USA public domain und online verfügbar.